# Schoeniparus
Schoeniparus är ett fågelsläkte i familjen marktimalior inom ordningen tättingar. Släktet omfattar sju arter som förekommer från Himalaya och södra Kina till södra Vietnam:
- Gulbröstad timalia (S. cinereus)
- Rostvingad timalia (S. castaneceps)
- Dalattimalia (S. klossi)
- Gulpannad timalia (S. variegaticeps)
- Rosthalsad timalia (S. rufogularis)
- Bronskronad timalia (S. dubius)
- Brunkronad timalia (S. brunneus)

Länge placerades arterna i Schoeniparus, Lioparus, Fulvetta och Alcippe i ett och samma släkte, Alcippe, men flera genetiska studier Senare genetiska studier visar att de är långt ifrån varandras närmaste släktingar och förs nu istället vanligen till tre olika familjer: Schoeniparus i marktimaliorna, Fulvetta och Lioparus i sylviorna, och Alcippe i fnittertrastarna eller i den egna familjen Alcippeidae.